# Jeton de téléphone
Pour les articles homonymes, voir Jeton (homonymie).
 (octobre 2010).
Si vous disposez d'ouvrages ou d'articles de référence ou si vous connaissez des sites web de qualité traitant du thème abordé ici, merci de compléter l'article en donnant les références utiles à sa vérifiabilité et en les liant à la section « Notes et références ».

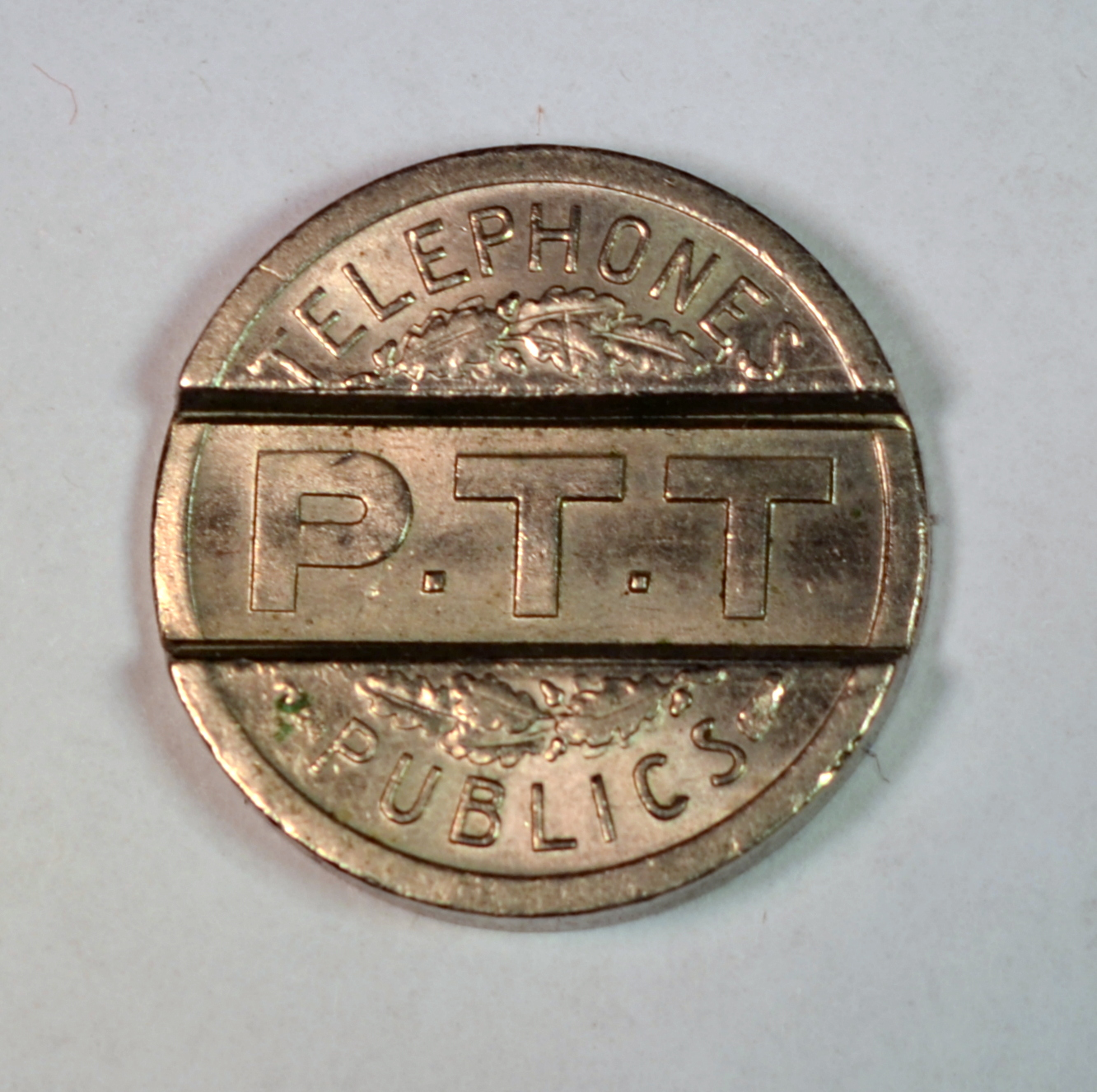
Un jeton de type "Télic".

Le jeton de téléphone français était une pièce plate, ronde et métallique utilisée pour faire fonctionner les téléphones publics.

## Histoire
En 1923, l’État donne concession de cabines téléphoniques à prépaiement à la compagnie Le taxiphone qui va installer des cabines dans les lieux publics (cafés, restaurants, etc.). Parallèlement, l’administration des P.T.T. ouvre ses propres cabines dans les bureaux de poste et dans certaines gares. Dès le début donc, deux modes de fonctionnement, public-privé, cohabitent.
Chaque communication est réglée avec une pièce de monnaie du type 25 centimes Lindauer. À partir de 1937, l’utilisation de pièces dans les cabines cesse et deux types de jetons sont créés : les « Téléphones publics » pour les P.T.T. et les « Compagnie le taxiphone » pour la société du même nom. Pour cette dernière, il est difficile d’affirmer si leurs jetons, qui ne portent pas de date, furent créés dès cette époque ou plus tardivement. Ce mode de fonctionnement des cabines publiques durera jusqu’en 1970, date à laquelle l’administration reprend le contrôle de la gestion des cabines. La compagnie Le taxiphone prendra le nom de S.A.F.A.A. (Société anonyme française d’appareils automatiques) dont on peut trouver des jetons frappés par l’atelier de Paris.

## Les jetons Téléphones publics
Ils sont connus sous le nom de « Télic », contraction de Téléphones Publics. Lucien Bazor est chargé de graver ces jetons en cupro-nickel au millésime de 1937 qui arborent à l’avers une Marianne entourée de l'inscription « République Française ». À noter que Bazor, graveur général de l’époque, reprend presque à l’identique la Marianne de la 5 francs 1933, dite Bédoucette,  qui fut retirée très rapidement de la circulation en raison de sa trop petite taille. Ces jetons sont aujourd’hui très courants et sont très majoritairement frappés à 3 h mais ils existent également en frappe à 9 h, beaucoup moins fréquentes.
La Seconde Guerre mondiale aura les mêmes conséquences pour ces jetons que pour les petites divisionnaires de l’époque telles que les 10 et 20 centimes : le cupro-nickel sera remplacé par du zinc, mais le type restera rigoureusement identique. L’écart de fréquence entre les frappes à 3 h et les frappes à 9 h semble comparable. Ce sont donc ces dernières frappes qu’il faut prioritairement rechercher. Par ailleurs, la signature du graveur est généralement « L.BAZOR » mais on peut trouver des exemplaires où n’apparaît que « BAZOR ».
Juste après la Libération il a existé également un rare jeton en zinc, toujours gravé par Lucien Bazor, daté, celui-ci, de 1946. Le jeton "Téléphones Publics" en zinc de 1946 est encore plus rare que le jeton en zinc daté de 1937 fabriqué durant l'occupation.

## Les jetons Téléphones D.T.
Au premier coup d’œil, ce jeton ressemble aux jetons Télic mais il en diffère en plusieurs points : module de 19 mm au lieu de 18 mm, millésime de 1947, laiton au lieu de cupro-nickel et le sigle D.T à la place du mot « Publics », (D.T pour « direction des télécommunications »). Il est infiniment moins courant que les précédents.

## Les jetons Compagnie le taxiphone
Très différents du jeton Télic et très simples voire minimalistes, ces jetons dont les deux faces sont identiques ont été frappés par l’atelier des monnaies de Paris (différent : Corne d'abondance) mais aussi par une entreprise privée (différent : point entre deux S couchés). Ils existent en deux modules (24 ou 19,5 mm) et en différents métaux (laiton ou cupro-nickel).
Ces jetons offrent des variétés de frappe (frappe médaille principalement mais aussi frappe monnaie), des différences de poids mais également la présence ou l’absence de certains éléments (points autour de la légende, différent monétaire, grand V ou petit v au centre). Les différentes variétés possibles de jetons sont donc assez nombreuses (14 versions).
À noter aussi un jeton que l’on pourrait qualifier d’« hybride ». On y trouve à la fois le sigle des P.T.T. et la mention « Compagnie le Taxiphone », ce qui est contradictoire avec le mode de fonctionnement choisi dès la naissance des cabines publiques. 
On trouve parfois ces jetons frappés de contremarques artisanales qui peuvent constituer un thème de collection.